# Adanarsa intransitella
Adanarsa intransitella är en fjärilsart som beskrevs av Dyar 1905. Adanarsa intransitella ingår i släktet Adanarsa och familjen mott. Inga underarter finns listade i Catalogue of Life.